# سمیت گیاهی

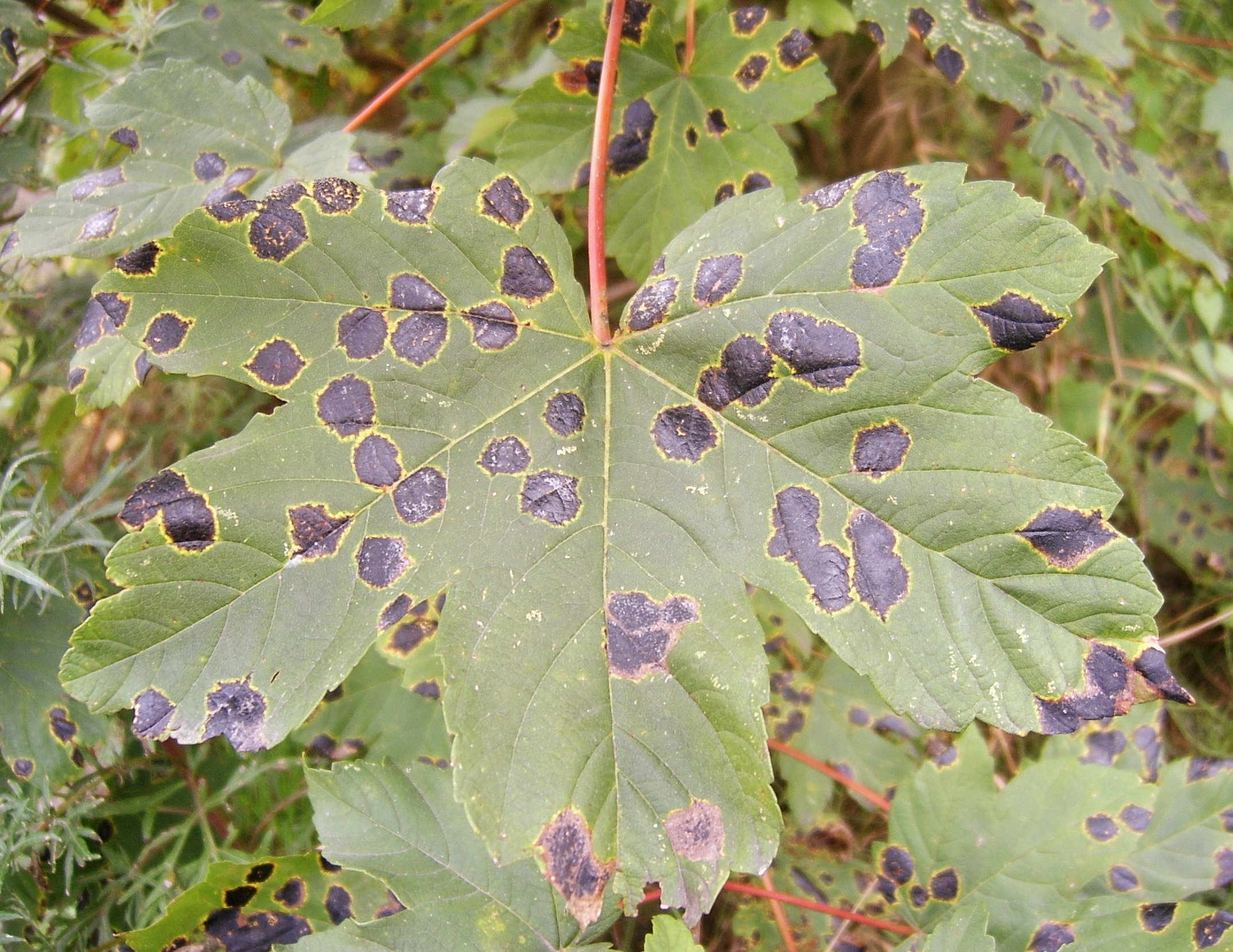
اثرات سمیت گیاهی قارچ Rhytisma_acerinum بر برگ افرا

سمیت گیاهی (به انگلیسی: Phytotoxicity) هر گونه اثرات نامطلوب بر رشد گیاه، فیزیولوژی یا سوخت‌وساز ناشی از یک ماده شیمیایی مانند میزان بالای کودها، علف‌کش‌ها، فلزات سنگین یا نانوذرات را توصیف می‌کند. اثرات سمیت گیاهی عمومی شامل تغییر سوخت‌وساز گیاه، مهار رشد یا مرگ گیاه است. تغییرها در سوخت‌و ساز و رشد گیاه نتیجه اختلال در عملکرد فیزیولوژیک از جمله مهار فتوسنتز، جذب آب و مواد مغذی، تقسیم سلولی یا جوانه‌زنی بذر است.